# ANA Wings
ANA Wings Co., Ltd. è una compagnia aerea regionale giapponese, sussidiaria di All Nippon Airways. La compagnia è stata fondata il 1 ottobre 2010 unendo le sussidiarie di All Nippon Airways Air Nippon Network, Air Next e Air Central. Il suo hub principale è l'Aeroporto Internazionale di Tokyo mentre gli hub secondari sono l'Aeroporto di Shin-Chitose, l'Aeroporto Internazionale di Narita, l'Aeroporto Internazionale di Chūbu-Centrair, l'Aeroporto Internazionale di Osaka, l'Aeroporto Internazionale del Kansai e l'Aeroporto di Fukuoka.

## Flotta
Ad ottobre 2024 la flotta di ANA Wings risulta composta dai seguenti aerei:

### Flotta storica
ANA Wings ha operato in precedenza con i seguenti aeromobili: